# Bruno Galliker
Bruno Galliker (Emmen (Lucerna), Suiza, 29 de diciembre de 1931-27 de mayo de 2020) fue un atleta suizo, especializado en pruebas de velocidad, en la modalidad 4x400 m consiguió ser medallista de bronce europeo en 1962.

## Carrera deportiva
Obtuvo una medalla de bronce en el Campeonato de Europa de Estocolmo celebrado en 1954 en la carrera de obstáculos de 400 m. En el Campeonato Europeo de Atletismo de 1962 ganó la medalla de bronce en los relevos de 4x400 metros, con un tiempo de 3:07.7 segundos, llegando a meta tras los equipos formados por atletas de Alemania del Oeste y de Reino Unido (plata).
Tras retirarse como atleta, fue locutor deportivo de radio en Suiza.

## Fallecimiento
Falleció a los ochenta y nueve años el 27 de mayo de 2020 a consecuencia de un accidente automovilístico.